# Уилкинсон (тауншип, Миннесота)
Уилкинсон (англ. Wilkinson) — тауншип в округе Касс, Миннесота, США. На 2000 год его население составило 270 человек.

## География
По данным Бюро переписи населения США площадь тауншипа составляет 93,3 км², из которых 79,5 км² занимает суша, а 13,8 км² — вода (14,76 %).

## Демография
По данным переписи населения 2000 года здесь находились 270 человек, 106 домохозяйств и 76 семей.  Плотность населения —  3,4 чел./км².  На территории тауншипа расположено 179 построек со средней плотностью 2,3 построек на один квадратный километр. Расовый состав населения: 66,30 % белых, 30,37 % коренных американцев, 0,74 % азиатов, 0,74 % — других рас США и 1,85 % приходится на две или более других рас.
Из 106 домохозяйств в 25,5 % воспитывались дети до 18 лет, в 52,8 % проживали супружеские пары, в 12,3 % проживали незамужние женщины и в 27,4 % домохозяйств проживали несемейные люди. 20,8 % домохозяйств состояли из одного человека, при том 10,4 % из — одиноких пожилых людей старше 65 лет. Средний размер домохозяйства — 2,55, а семьи — 2,96 человека.
22,2 % населения — младше 18 лет, 6,7 % — в возрасте от 18 до 24 лет, 24,4 % — от 25 до 44, 30,4 % — от 45 до 64, и 16,3 % — старше 65 лет. Средний возраст — 43 года. На каждые 100 женщин приходилось 114,3 мужчин.  На каждые 100 женщин старше 18 приходилось 101,9 мужчин.
Средний годовой доход домохозяйства составлял 30 750 долларов, а средний годовой доход семьи —  40 000 долларов. Средний доход мужчин —  23 500  долларов, в то время как у женщин — 18 125. Доход на душу населения составил 15 628 долларов. За чертой бедности находились 12,2 % семей и 10,5 % всего населения тауншипа, из которых 19,3 % младше 18 лет.